# Тигранакерт
Тигранакерт (арменски: Տիգրանակերտ; латински: Tigranocerta) е бил град, който вероятно се е намирал близо до територията на град Силван в днешна Турция, източната част на Диарбекир. Построен е около 78 – 75 пр.н.е от император Тигран Велики. Тигранакерт е създаден като нова столица на Велика Армения с цел да се намира на по-централна позиция в територията на разширяващата се Арменска империя и е един от четирите града носещи това име.
Тигран бил почитател на огромните градове, той смятал че мощта на държавата зависи от това как е изграден и как изглежда града. Предишната столица Арташат построена от Арташес I по времето на Велика Армения била изолирана от главните търговски пътища свързани с новите завоевания (от Каспийско море до южна Сирия) на Тигран, намирала се в източния край на огромната територия. Тигран искал да построи нов град. Той предполагал, че новият разкошен град ще бъде символ на „Новата Армения“, като било планирано Тигранакерт да се превърне в новия център на арменската култура и цивилизация. Градът също така щял да служи като символ на величието и славните победи на Тигран. В началото на 70-те пр.н.е. когато Арменската империя била в пика на своето развитие, Тигран започнал строежа на града-мечта. Мястото е избрано в резултат на точни изчисления, градът е разположен в центъра на основните търговски пътища на древния свят.
Тигранакерт се намирал на югозапад от езерото Ван, на мястото на съвременния град Силван близо до Диарбекир. Градът бил толкова голям и важен, че в негова чест цялата равнина, която започвала от южните склонове на Сасун и достигала до река Тигър и до град Амид (днешния Диарбекир) била кръстена Тигранакерт.
Столицата била заобиколена от дебели стени, високи около 25 метра. Имало много ниши, които служили за конюшни и като складове за: оръжие, боеприпаси, хранителни и други видове запаси. Кралският дворец се намирал в покрайнините на града и бил заобиколен от красиви цветни градини. Градът е построен в стила на елинизма. За заселването на града принудително било преселено население от градове в Месопотамия, Киликия и особено от Кападокия в частност гръцко население от град Мазака (по-късно Цезарея и Кайсери). Красотата и богатството на новата столица на Армения били сравними с тези на величествените градове Вавилон и Ниневия. През времето на относително кратката история на Тигранакерт, новата столица е с население приблизително 100 000 души. Пазарите на града били пълни с търговци. Градът бързо се превърнал както във важен търговски така и в културен център в Близкия изток. Тигран бил голям любител на театралните постановки и построил в града театър, в който главните изпълнители били най-вече гръцки и арменски актьори.
През 69 пр.н.е. градът е разрушен от римляните предвождани от Лукул (след Битката при Тигранакерт). След грабежа, които включвал разрушаване на статуи и храмове, градът бил подпален. Голямото количество злато и сребро, саксии, чаши, други ценни метали и различни скъпоценни камъни били отнесени в Рим като военна плячка. Повечето от гражданите на Тигранакерт по време на грабежите просто избягали в околността. Новосъздадената сграда на театърът също е унищожена по време на палежите. Великият град никога не се възстановил от тези разрушения. Въпреки това регионът в продължение на векове остава център на арменската култура и е заселен от арменци. Това продължава до края на XIX и началото на XX век, когато в Османската империя се провежда Арменски геноцид, през който местното население е асимилирано, унищожено или прогонено от турците.